# Саргемин (округ)
Саргемин (фр. Sarreguemines) — округ (фр. Arrondissement) на северо-востоке Франции, в регионе Гранд-Эст, департамент — Мозель. Супрефектура — Саргемин.
Численность населения округа в 2006 году составляла 100 182 человек. Плотность население составляет 107 чел./км². Площадь округа составляет всего 936 км².

## Кантоны
- Битш (центральное бюро — Битш)
- Вольмюнстер (центральное бюро — Вольмюнстер)
- Рорбак-ле-Битш (центральное бюро — Рорбак-ле-Битш)
- Саральб (центральное бюро — Саральб)
- Саргемин (центральное бюро — Саргемин)
- Саргемин-Кампань (упразднён), все коммуны перешли к кантону Саргемин.